# Incydent Trent

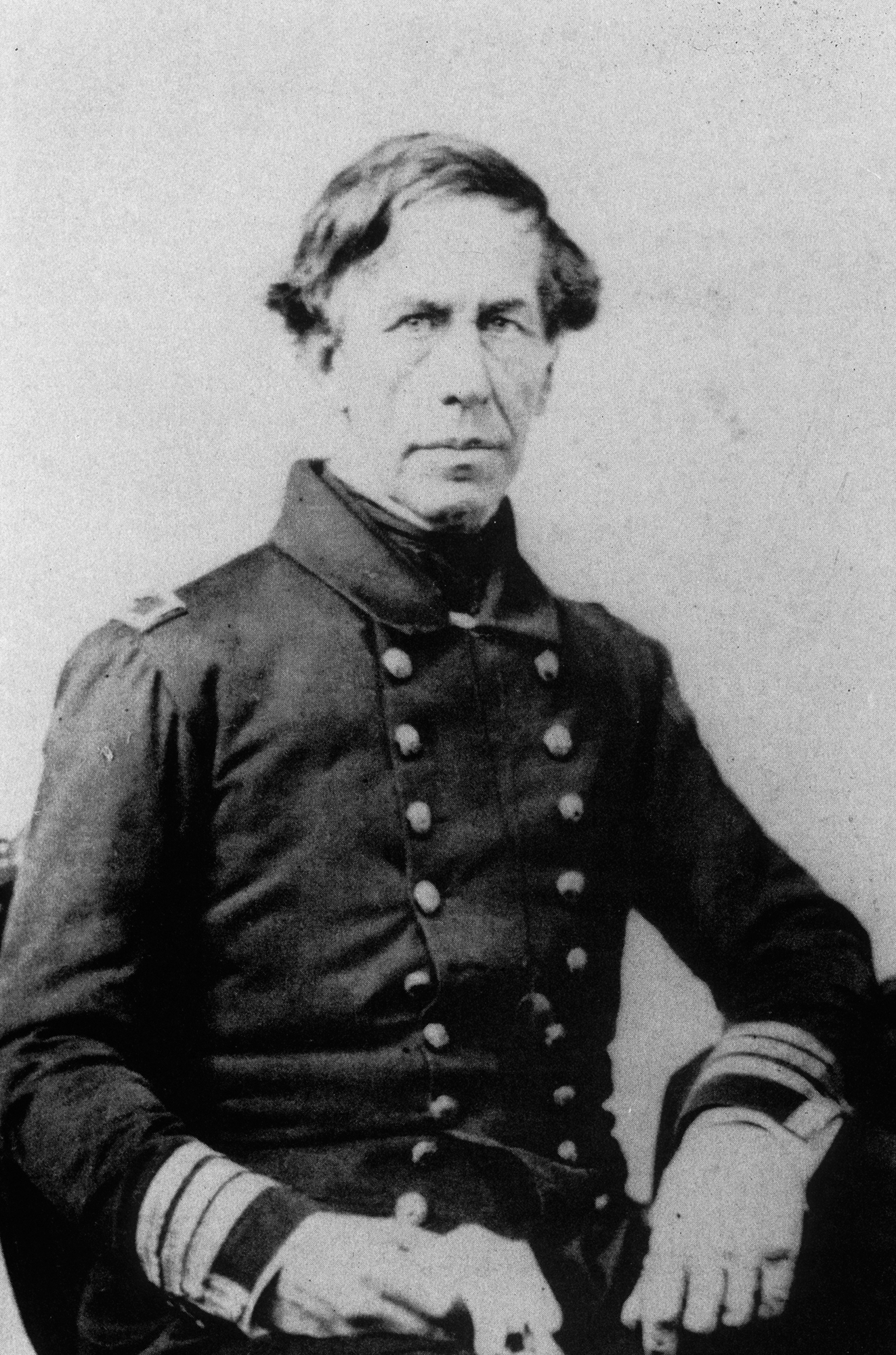
kpt. Charles Wilkes

Incydent Trent (ang. Trent Affair) – wydarzenie w czasie wojny secesyjnej w USA, które doprowadziło do naruszenia brytyjskiej neutralności w tym konflikcie.
8 listopada 1861 brytyjski statek pocztowy Trent został zatrzymany przez amerykański okręt San Jacinto w okolicach Bahamów. Na statku płynęli konfederaccy posłowie do Londynu (James Mason) i Paryża (John Slidell). Choć sam statek został puszczony wolno, obaj dyplomaci zostali aresztowani, dostarczeni do Bostonu, a następnie internowani w forcie Warren za miastem. Dowódca San Jacinto, kapitan Charles Wilkes, został okrzyknięty bohaterem i uzyskał podziękowanie za swoją akcję specjalnym adresem Izby Reprezentantów. Ze strony brytyjskiej akcja amerykańska została potraktowana jako akt agresji, Wilkes w jaskrawy sposób naruszył bowiem normy prawa międzynarodowego, stwarzające wprawdzie możliwość przeszukania „Trenta”, ale zabraniające zatrzymywania kogokolwiek. Rząd Palmerstona wystosował bardzo ostrą w tonie notę protestacyjną, dając stronie amerykańskiej siedem dni na zadowalające je wyjaśnienia. W swym ultimatum Wielka Brytania groziła nie tylko oficjalnym uznaniem Konfederacji, lecz także przystąpieniem po jej stronie do wojny i umiędzynarodowieniem konfliktu. Nota miała być dostarczona do władz amerykańskich za pośrednictwem ambasadora brytyjskiego w USA, lorda Richarda Lyonsa. Lyons, rozumiejąc jednak powagę sytuacji, wstrzymał dostarczenie noty o kilka dni, w międzyczasie kontaktując się z sekretarzem stanu Williamem Sewardem. Ta zwłoka oraz inne zakulisowe działania dały rządowi Lincolna (postawionemu w trudnej sytuacji, gdyż opinia publiczna Unii akceptowała raczej nową wojnę niż ustępstwa) dostatecznie dużo czasu na odpowiednią i przemyślaną odpowiedź władzom brytyjskim. W odpowiedzi Amerykanie wyrazili ubolewanie z powodu incydentu i obiecali uwolnienie internowanych dyplomatów, co nastąpiło, gdy tylko euforia związana z ich pojmaniem nieco przycichła na początku roku 1862. Obu konfederatom pozwolono wejść na inny brytyjski statek, którym dotarli do celu. Niebezpieczeństwo wojny z Wielką Brytanią zostało w ten sposób zażegnane.